# جردن بون (بازیکن بسکتبال)
جردن بون (انگلیسی: Jordan Bone؛ زادهٔ ۵ نوامبر ۱۹۹۷) بازیکن بسکتبال اهل ایالات متحده آمریکا است.
از باشگاه‌هایی که در آن بازی کرده‌است می‌توان به دیترویت پیستونز اشاره کرد.